# El Huecú
El Huecú est une ville d'Argentine située en province de Neuquén. C'est le chef-lieu du département de Ñorquín.

## Toponymie
En langue mapudungun, El Huecú signifie génie du mal ou démon.

## Population
La petite ville comptait 1.172 habitants en 2001, ce qui faisait une hausse de 49,5 % par rapport aux 784 habitants recensés en 1991.